# 18e législature de la Knesset

Liste des membres de la 18e Assemblée de la Knesset, élus le 10 février 2009.
Le  17 janvier 2011, Ehud Barak démissionne du Parti travailliste avec quatre autres députés (Matan Vilnai, Einat Wilf, Orit Noked et Shalom Simhon) et fonde un nouveau parti « centriste, sioniste et démocratique » du nom d'Indépendance (Hatzmaout). Ainsi, le Parti travailliste ne compte plus que 8 députés sur 13, tandis qu'Indépendance en compte 5.
| Parti                           | Nom                   | Poste |
| ------------------------------- | --------------------- | --- |
| Kadima (28)                     | Tzipi Livni           | |
| Kadima (28)                     | Shaul Mofaz           | |
| Kadima (28)                     | Dalia Itzik           | |
| Kadima (28)                     | Tzachi Hanegbi        | |
| Kadima (28)                     | Ronni Bar-On          | |
| Kadima (28)                     | Ze'ev Boim            | |
| Kadima (28)                     | Méir Chétrit          | |
| Kadima (28)                     | Ruhama Avraham        | |
| Kadima (28)                     | Avraham Moshe Dichter | |
| Kadima (28)                     | Marina Solodkin       | |
| Kadima (28)                     | Yoel Hasson           | |
| Kadima (28)                     | Gideon Ezra           | |
| Kadima (28)                     | Yaakov Edri           | |
| Kadima (28)                     | Eli Aflalo            | |
| Kadima (28)                     | Ze'ev Bielski         | |
| Kadima (28)                     | Ronit Tirosh          | |
| Kadima (28)                     | Haïm Ramon            | |
| Kadima (28)                     | Nahman Shai           | |
| Kadima (28)                     | Shlomo Mula           | |
| Kadima (28)                     | Robert Tiviaev        | |
| Kadima (28)                     | Majalli Wahabi        | |
| Kadima (28)                     | Rachel Adato          | |
| Kadima (28)                     | Yohanan Plesner       | |
| Kadima (28)                     | Shai Hermesh          | |
| Kadima (28)                     | YIsraël Hasson        | |
| Kadima (28)                     | Aryeh Bibi            | |
| Kadima (28)                     | Otniel Schneller      | |
| Kadima (28)                     | Orit Zuaretz          | |
| Likoud (27)                     | Benyamin Netanyahou   | Premier ministre, ministre des Retraités, de la Santé et de la Stratégie économique                             |
| Likoud (27)                     | Gideon Sa'ar          | Ministre de l'Éducation                                                                                         |
| Likoud (27)                     | Gilad Erdan           | Ministre de l’Environnement, et des relations avec le Parlement                                                 |
| Likoud (27)                     | Reuven Rivlin         | Président de la Knesset                                                                                         |
| Likoud (27)                     | Benny Begin           | Ministre sans portefeuille                                                                                      |
| Likoud (27)                     | Moshe Kahlon          | Ministre des Communications                                                                                     |
| Likoud (27)                     | Silvan Shalom         | Vice-Premier ministre, ministre du Développement régional, ministre du développement du Neguev et de la Galilée |
| Likoud (27)                     | Moshe Ya'alon         | Vice-Premier ministre, ministre des Affaires stratégiques                                                       |
| Likoud (27)                     | Yuval Steinitz        | Ministre des Finances                                                                                           |
| Likoud (27)                     | Lea Nass              | Vice-ministre chargée des Retraités, déléguée auprès du Premier ministre                                        |
| Likoud (27)                     | Yisrael Katz          | Ministre des Transports                                                                                         |
| Likoud (27)                     | Yuli-Yoel Edelstein   | Ministre de l'Information et de la Diaspora                                                                     |
| Likoud (27)                     | Limor Livnat          | Ministre de la Culture et des Sports                                                                            |
| Likoud (27)                     | Haim Katz             | |
| Likoud (27)                     | Yossi Peled           | Ministre sans portefeuille                                                                                      |
| Likoud (27)                     | Michael Eitan         | Ministre chargé des Services publics                                                                            |
| Likoud (27)                     | Dan Meridor           | Premier ministre-adjoint, ministre chargé des services de Renseignement                                         |
| Likoud (27)                     | Tzipi Hotovely        | |
| Likoud (27)                     | Gila Gamliel          | Vice-ministre chargée de la Jeunesse et de la Condition féminine auprès du Premier ministre                     |
| Likoud (27)                     | Ze'ev Elkin           | |
| Likoud (27)                     | Yariv Levin           | |
| Likoud (27)                     | Zion Pinyan           | |
| Likoud (27)                     | Ayoub Kara            | Vice-ministre du Développement du Néguev et de la Galilée                                                       |
| Likoud (27)                     | Danny Danon           | |
| Likoud (27)                     | Karmel Shama          | |
| Likoud (27)                     | Ofir Akunis           | |
| Likoud (27)                     | Miri Regev            | |
| Israel Beytenou (15)            | Avigdor Liberman      | Premier ministre-adjoint, ministre des Affaires étrangères                                                      |
| Israel Beytenou (15)            | Uzi Landau            | Ministre des Infrastructures nationales                                                                         |
| Israel Beytenou (15)            | Stas Misezhnikov      | Ministre du Tourisme                                                                                            |
| Israel Beytenou (15)            | Yitzhak Aharonovich   | Ministre chargé de la Sécurité intérieure                                                                       |
| Israel Beytenou (15)            | Sofa Landver          | Ministre de l’Intégration                                                                                       |
| Israel Beytenou (15)            | Orly Levy             | |
| Israel Beytenou (15)            | Danny Ayalon          | Vice-ministre des Affaires étrangères                                                                           |
| Israel Beytenou (15)            | David Rotem           | |
| Israel Beytenou (15)            | Anastassia Michaeli   | |
| Israel Beytenou (15)            | Faina Kirschenbaum    | |
| Israel Beytenou (15)            | Robert Ilatov         | |
| Israel Beytenou (15)            | Hamad Amar            | |
| Israel Beytenou (15)            | Moshe Mutz Matlon     | |
| Israel Beytenou (15)            | Lia Shemtov           | |
| Israel Beytenou (15)            | Alex Miller           | |
| Parti travailliste (8)          | Isaac Herzog          | Ministre des Affaires sociales, Ministre de la Diaspora, de la Société et de la Lutte contre l'antisémitisme.   |
| Parti travailliste (8)          | Avishay Braverman     | Ministre chargé des Minorités                                                                                   |
| Parti travailliste (8)          | Shelly Yachimovich    | |
| Parti travailliste (8)          | Eitan Cabel           | |
| Parti travailliste (8)          | Binyamin Ben-Eliezer  | Ministre de l’Industrie, du Commerce et de l’Emploi                                                             |
| Parti travailliste (8)          | Yuli Tamir            | Ministre de l’Éducation ; démissionne en 2010, remplacé par Ghaleb Majadleh (Raleb Majadele)                    |
| Parti travailliste (8)          | Amir Peretz           | |
| Parti travailliste (8)          | Daniel Ben-Simon      | |
| Parti Indépendance (5)          | Ehud Barak            | Ministre de la Défense, Premier ministre-adjoint                                                                |
| Parti Indépendance (5)          | Ophir Pines-Paz       | Retraité en 2010, remplacé par Einat Wilf                                                                       |
| Parti Indépendance (5)          | Matan Vilnai          | Vice-ministre de la Défense ; nommé ambassadeur en Chine en 2012, remplacé par Shachiv Shnaan                   |
| Parti Indépendance (5)          | Shalom Simhon         | Ministre de l’Agriculture                                                                                       |
| Parti Indépendance (5)          | Orit Noked            | Vice-ministre de l’Industrie, du Commerce et du Travail                                                         |
| Shas (11)                       | Eli Yishaï            | Premier ministre-adjoint, ministre de l’Intérieur                                                               |
| Shas (11)                       | Ariel Atias           | Ministre de la Construction et de l'Habitat                                                                     |
| Shas (11)                       | Yitzhak Cohen         | Vice-ministre des Finances                                                                                      |
| Shas (11)                       | Amnon Cohen           | |
| Shas (11)                       | Meshulam Nahari       | Ministre sans portefeuille                                                                                      |
| Shas (11)                       | Yaakov Margi          | Ministre des Cultes                                                                                             |
| Shas (11)                       | David Azulai          | |
| Shas (11)                       | Yitzhak Vaknin        | |
| Shas (11)                       | Nissim Ze'ev          | |
| Shas (11)                       | Haïm Amsalem          | |
| Shas (11)                       | Avraham Michaeli      | |
| Judaïsme unifié de la Torah (5) | Yaakov Litzman        | Vice-ministre de la Santé, délégué auprès du Premier ministre                                                   |
| Judaïsme unifié de la Torah (5) | Moshe Gafni           | |
| Judaïsme unifié de la Torah (5) | Meir Porush           | Vice-ministre de l’Éducation, chargé des écoles religieuses                                                     |
| Judaïsme unifié de la Torah (5) | Uri Maklev            | |
| Judaïsme unifié de la Torah (5) | Eliezer Moses         | |
| Union nationale (4)             | Ya'akov Katz          | |
| Union nationale (4)             | Uri Ariel             | |
| Union nationale (4)             | Arié Eldad            | |
| Union nationale (4)             | Michael Ben-Ari       | |
| Hadash (4)                      | Mohammad Barakeh      | |
| Hadash (4)                      | Hana Sweid            | |
| Hadash (4)                      | Dov Khenin            | |
| Hadash (4)                      | Afu Agbaria           | |
| Liste arabe unie (4)            | Ibrahim Sarsur        | |
| Liste arabe unie (4)            | Ahmed Tibi            | |
| Liste arabe unie (4)            | Taleb el-Sana         | |
| Liste arabe unie (4)            | Masud Ghnaim          | |
| Le Foyer juif (3)               | Daniel Hershkowitz    | Ministres des Sciences et des technologies                                                                      |
| Le Foyer juif (3)               | Zevulun Orlev         | |
| Le Foyer juif (3)               | Uri Orbach            | |
| Meretz (3)                      | Haim Oron             | |
| Meretz (3)                      | Ilan Gilon            | |
| Meretz (3)                      | Nitzan Horowitz       | |
| Balad (3)                       | Jamal Zahalka         | |
| Balad (3)                       | Saïd Nafa             | |
| Balad (3)                       | Haneen Zoabi          | |

## Remplacements
| Ancien membre | Parti  | Remplacé par             | Date           | Notes                                          |
| ------------- | ------ | ------------------------ | -------------- | ---------------------------------------------- |
| Haïm Ramon    | Kadima | Yulia Shamalov-Berkovich | 2 juillet 2009 | Ramon a arrêté la politique pour les affaires. |